# Henri Kervyn
Pour les articles homonymes, voir Kervyn.
Henri Kervyn, né le 30 janvier 1809 à Gand et mort le 23 octobre 1894 à Malines, est un homme politique belge.

## Biographie
Henri Kervyn est le fils de Constantin Kervyn et de Marie de Kerchove.

## Fonctions et mandats
- Bourgmestre de Merendree : 1833-1842
- Membre de la Chambre des représentants de Belgique : 1835-1847
- Secrétaire de la Chambre des Représentants : 1836-1843

## Sources
- Herman BALTHAZAR, Structuren en mutaties bij het politiek personeel. Een studie over het sociaalwisselingsproces te Gent in de vormingsjaren van de Hedendaagse Tijd, 1780-1850, doctoraatsverhandeling (onuitgegeven), Rijksuniversiteit Gent, 1970.
- Julienne LAUREYSSENS, Industriële naamloze vennootschappen in België, 1819-1857,", Leuven/Parijs, 1975.
- Oscar COOMANS DE BRACHÈNE, État présent de la noblesse belge, Annuaire 1992, Brussel, 1992.
- Jean-Luc DE PAEPE & Christiane RAINDORF-GERARD, Le Parlement belge, 1831-1894, Brussel, 1996.

- Ressource relative à plusieurs domaines :   - ODIS